# Laura Cox
Pour les articles homonymes, voir Laura Cox (actrice pornographique) et Cox.
Laura Cox, née le 24 novembre 1990, est une guitariste, chanteuse et compositrice franco-anglaise de rock et fondatrice du groupe du même nom. Elle s'est fait connaître en 2008 sur YouTube en tant que guitariste.

## Biographie
Laura Cox est née en France, d'une mère française et d'un père anglais qui lui a fait écouter beaucoup de rock anglo-saxon. Elle commence la guitare classique à l'âge de 14 ans dans une école de musique et se tourne rapidement vers l'électrique en jouant avec des amis, elle découvre alors Guns N' Roses.
Elle commence à poster des reprises et des solos de guitare sur YouTube en 2008, des performances d'autant plus remarquées qu'à l'époque peu de femmes guitaristes postent sur ce media. Elle compte en 2022 107 460 676 millions de vues et 501 000 abonnés sur YouTube[réf. souhaitée].
En 2013, elle devient la chanteuse et la guitariste principale du Laura Cox Band, groupe de rock qu'elle forme en région parisienne avec un autre guitariste, Mathieu Albiac. Le premier album, Hard Blues Shot, enregistré et mixé par Joseph Noia sort en 2017. Le nom du groupe évolue en Laura Cox tout court pour le deuxième album, Burning Bright, paru en 2019, le terme band ayant été abandonné pour sa connotation blues.
Le groupe acquiert une renommée internationale et se produit en Europe. En 2021, il est programmé au Hellfest From Home.
En décembre 2022, Laura Cox annonce se séparer de Mathieu Albiac et avoir recruté un claviériste afin d'apporter une couleur "un peu différente" à ses compositions. Son nouvel album , « Head Above Water », est sorti le 20 janvier 2023. 

## Techniques de jeu et influences
Gauchère, Laura Cox joue en position droitier. Elle a adopté la technique du chicken picking (médiator et doigts) utilisée dans la musique country.
Laura Cox cite comme influences les guitar heroes Slash, Mark Knopfler et Joe Bonamassa, AC/DC, le rock sudiste de Lynyrd Skynyrd et ZZ Top, mais aussi le bluegrass et dans les groupes plus modernes, Airbourne, Black Stone Cherry, Five Finger Death Punch,  ou encore Halestorm.
Elle définit son style comme étant du « southern hard blues ».

## Équipement

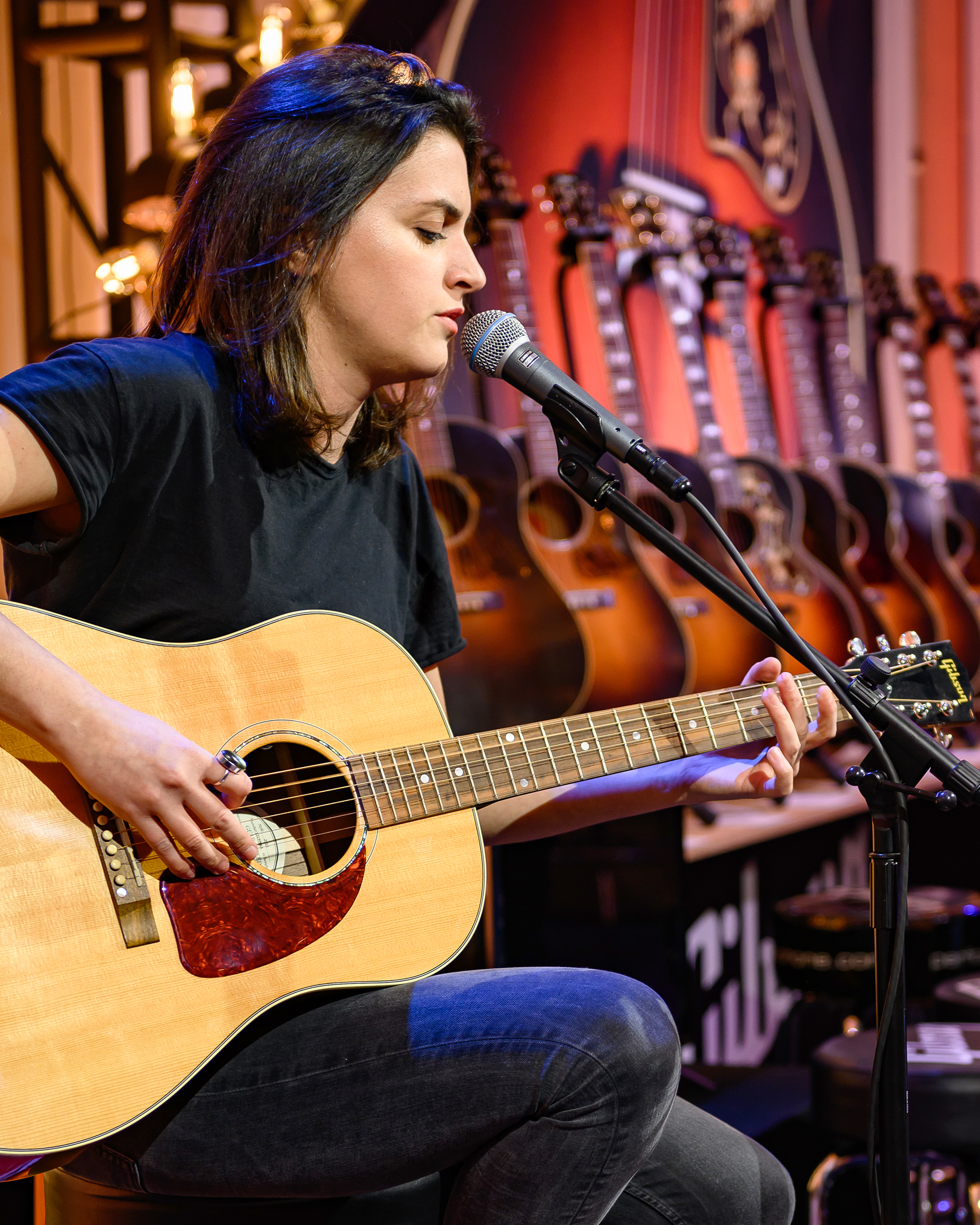
Laura Cox au Winter NAMM 2020, Nashville (États-Unis).

Laura Cox joue sur des guitares Bacchus, des Gibson Les Paul mais a aussi joué sur Gibson Firebird, Fender Telecaster, Fender Stratocaster et Epiphone Slash. Après plusieurs années chez Orange, elle joue dorénavant sur des amplis Marshall.
Elle est soutenue par Gibson, D'addario, Rockboard by Warwick.

## Discographie
- Hard Blues Shot, Verycords, 2017.
- Burning Bright, Verycords, 2019.
- Head Above Water, Verycords / Earmusic, 2023.